# 麻雀シスターズ
『麻雀シスターズ』（マージャンシスターズ）は、東亜プランが開発・発売したアーケード向け脱衣麻雀ゲーム（英: eroge mahjong）。1986年5月リリース。同社としては唯一の脱衣麻雀である。

## ゲームシステム
ゲーム開始のタイミングで最初に対戦する相手を選択できる。プレイヤーは3人の対戦相手と順番に麻雀を打ち、和了することにより相手の服を1枚脱がすことができる。相手が和了すると1枚服を着る。持ち点が0点以下になるか流局でゲームオーバー。コンティニュー可能。
流局時にプレイヤーが聴牌の場合も相手の服を脱がせるチャンスがある。
ルールはアリアリ、ドラ牌は現物。

### 登場キャラクター
長女・さゆり
髪の色は青、スカートの色は緑、足は最初から裸足。
次女・ゆかり
髪の色はピンク、スカートの色は青。次女のわりに顔もあどけなく、ガーターベルトの足。
三女・めぐみ
髪の色はオレンジ、服とスカートの色は赤、靴下をはいている。
（）

### ミニゲーム
プレイヤーが聴牌で流局し、そのときプレイヤーの持ち点が残っていた場合、以下のゲームのいずれかを選択してに挑戦する事になる。
海底ゲーム
5枚の牌から当たり牌を当てるゲーム。
野球拳ゲーム
野球拳をする。ジャンケンで相手が負けたら「アレ?」という音声が流れ、勝ったことになる。

## その後
2017年5月、シューティングゲーム「TATSUJIN」のメインスタッフだった弓削雅稔が代表取締役を務める株式会社TATSUJINが発足するが、2024年現在この会社が本作を含む東亜プランのゲームの知的財産権を管理している。2020年にM2が「東亜プランが開発したほぼ全てのゲームを家庭用にリリースする」と発表したが、代表取締役の堀井直樹は（家庭用に移植は困難として）本作はそれに含まれていないと語った。